# Majdan Królewski (gemeente)
De gemeente Majdan Królewski is een landgemeente in het woidwodschap Subkarpaten, in powiat Kolbuszowski.
De zetel van de gemeente is in Majdan Królewski.
Op 30 juni 2005, telde de gemeente 9975 inwoners.

## Oppervlakte gegevens
In 2002 bedroeg de totale oppervlakte van gemeente Majdan Królewski 155,8 km², waarvan:
- agrarisch gebied: 41%
- bossen: 39%

De gemeente beslaat 20,13% van de totale oppervlakte van de powiat.

## Demografie
Stand op 30 juni 2004:
| Omschrijving                   | Totaal | Totaal | Vrouwen | Vrouwen | Mannen | Mannen |
| ------------------------------ | ------ | ------ | ------- | ------- | ------ | ------ |
| eenheid                        | aantal | %      | aantal  | %       | aantal | %      |
| inwoners                       | 9670   | 100    | 4786    | 49,5    | 4884   | 50,5   |
| bevolkingsdichtheid (inw./km²) | 62,1   | 62,1   | 30,7    | 30,7    | 31,3   | 31,3   |

In 2002 bedroeg het gemiddelde inkomen per inwoner 1341,64 zł.

## Plaatsen
- Majdan Królewski
- Komorów
- Huta Komorowska
- Brzostowa Góra
- Wola Rusinowska
- Stary Rusinów
- Krzątka

## Aangrenzende gemeenten
Baranów Sandomierski, Bojanów, Cmolas, Dzikowiec, Nowa Dęba